# جيمي فان ألين
جيمي فـان ألين (بالإنجليزية: James van Alen)‏ هو لاعب كرة مضرب أمريكي، ولد في 19 سبتمبر 1902 في نيوبورت في الولايات المتحدة، وتوفي بنفس المكان في 3 يوليو 1991.

## وصلات خارجية
- جيمي فـان ألين على موقع رابطة محترفي التنس (الإنجليزية)
- جيمي فـان ألين على موقع قاعة مشاهير كرة المضرب الدولية (الإنجليزية)